# Русанівці
Русані́вці — село в Україні, у Меджибізькій селищній громаді Хмельницького району Хмельницької області. Населення — 309 осіб.

## Історія
З 1923 року село перебувало у складі Летичівського району.
13 серпня 2015 року, в ході децентралізації, село увійшло до складу Меджибізької селищної громади.
З 19 липня 2020 року, в результаті адміністративно-територіальної реформи та ліквідації Летичівського району, село перебуває у складі новоутвореного Хмельницького району.

## Населення

### Мова
Розподіл населення за рідною мовою за даними перепису 2001 року:
| Мова       | Відсоток |
| ---------- | -------- |
| українська | 96,44 %  |
| російська  | 3,24 %   |

## Постаті
- Дзингель Денис Андрійович (1992—2014) — молодший сержант Збройних сил України, учасник російсько-української війни.
- Козак Микола Васильович — старший сержант Збройних сил України, учасник російсько-української війни, Герой України (2024).